# Lorenzo Gargiulo
Lorenzo Gargiulo (Torre Annunziata, 12 ottobre 1904 – Gaeta, 11 maggio 1974) è stato un arcivescovo cattolico italiano.

## Biografia
Nacque a Torre Annunziata, da Rafaela Gargiulo e Orfeo Mazzella, in diocesi di Nola, il 12 ottobre 1904.

### Formazione e ministero sacerdotale
Il 12 marzo 1927 fu ordinato presbitero nella cattedrale di Nola.

### Ministero episcopale
Il 4 ottobre 1947 Pio XII lo nominò arcivescovo coadiutore di Gaeta con diritto di successione, per assistere l'anziano ordinario Dionigio Casaroli. Contestualmente fu anche nominato arcivescovo titolare di Germa di Ellesponto. Fu consacrato a Torre Annunziata dallo stesso Casaroli, co-consacranti Egisto Domenico Melchiorri, vescovo di Tortona, e Francesco Orlando, vescovo di San Severo.
Il 21 febbraio 1966 Casaroli morì e Gargiulo gli succedette alla guida della chiesa gaetana, dopo quasi vent'anni di attività come coadiutore.
Nel 1967 per suo volere venne ripristinata la presenza francescana a Fondi, dopo il ritiro dei frati nel 1860. A rispondere alla sua chiamata furono fra Giacinto Caronia, fra Alessio Falanga e fra Antonio Princi.
Per motivi di salute, il 7 settembre 1970 gli fu affiancato come vescovo ausiliare Daniele Ferrari, vescovo titolare di Velia, diventato poi vescovo di Chiavari.
Il 26 gennaio 1973 il papa accettò le sue dimissioni per sopraggiunto aggravamento delle condizioni di salute. Continuò a reggere la diocesi come amministratore apostolico fino all'arrivo del successore Luigi Maria Carli, avvenuto il 7 aprile.

### Morte e sepoltura

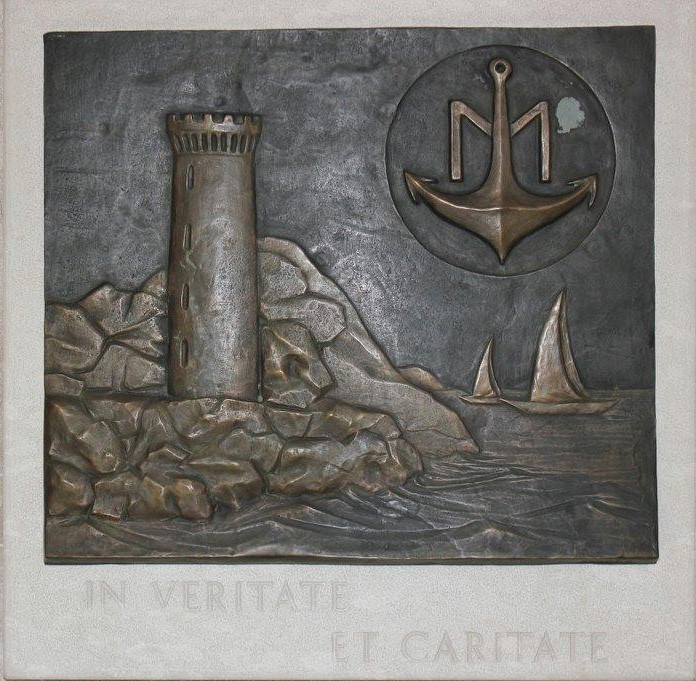
Lastra bronzea sulla tomba di Gargiulo.

Si ritirò nei locali della Parrocchia di San Paolo Apostolo di Gaeta, la cui erezione e costruzione fu da lui fortemente voluta. Qui morì l'11 maggio dell'anno successivo, a 69 anni. La salma rimase esposta nella chiesa di San Paolo fino al 13 maggio, quando fu trasportata in cattedrale per le solenni esequie. Fu poi trasferita nel cimitero comunale di Torre Annunziata, nella tomba di famiglia. In occasione del decennale della morte, il 19 maggio 1984 i resti mortali tornarono a Gaeta e furono tumulati in San Paolo, sulla parete in fondo a sinistra. Sulla tomba furono apposte una lapide marmorea e una lastra di bronzo con i simboli del suo stemma episcopale e il suo motto.

## Genealogia episcopale
La genealogia episcopale è:
- Cardinale Scipione Rebiba
- Cardinale Giulio Antonio Santori
- Cardinale Girolamo Bernerio, O.P.
- Arcivescovo Galeazzo Sanvitale
- Cardinale Ludovico Ludovisi
- Cardinale Luigi Caetani
- Cardinale Ulderico Carpegna
- Cardinale Paluzzo Paluzzi Altieri degli Albertoni
- Papa Benedetto XIII
- Papa Benedetto XIV
- Cardinale Enrico Enriquez
- Arcivescovo Manuel Quintano Bonifaz
- Cardinale Buenaventura Córdoba Espinosa de la Cerda
- Cardinale Giuseppe Maria Doria Pamphilj
- Papa Pio VIII
- Papa Pio IX
- Cardinale Alessandro Franchi
- Cardinale Giovanni Simeoni
- Cardinale Vincenzo Vannutelli
- Cardinale Giovanni Battista Nasalli Rocca di Corneliano
- Arcivescovo Dionigio Casaroli
- Arcivescovo Lorenzo Gargiulo